# Шарма, Астра
Астра Шарма (англ. Astra Sharma; родилась 11 сентября 1995 года в Сингапуре) — австралийская теннисистка; финалистка одного турнира Большого шлема в миксте (Открытый чемпионат Австралии-2019); победительница четырёх турниров WTA (из них один в одиночном разряде).

## Общая информация
Родителей Астры зовут Дэв и Тара. У неё есть брат Эшвин и сестра Тара. В раннем детстве жила с семьёй в Сингапуре, а затем они переехали в Австралию, город Перт.
В колледже имела прозвище — Ру (англ. Roo). В мире тенниса восхищается игрой Жюстин Энен и Хуана Мартина дель Потро, в мире спорта — Тьерри Анри.

## Спортивная карьера
После учебы в Соединенных Штатах она стала профессиональной теннисисткой в 2017 году. В 2018 году она выиграла несколько турниров ITF.
В декабре 2017 года она выиграла австралийский внутренний отбор в парном разряде, заработав себе участие в основном розыгрыше Открытого чемпионата Австралии по теннису 2018 года.
В ноябре 2018 года дошла до полуфинала турнира ITF в Канберра (Австралия), но проиграла соотечественнице Оливии Роговской в двух сетах.
На открытом чемпионате Австралии 2019 года Шарма квалифицировалась в основную сетку и выиграла свой матч первого раунда у соотечественницы Присциллы Хон, но уступила во втором раунде. Однако, в смешанных парах она и Джон-Патрик Смит добрались до финала после того, по ходу турнира в полуфинале победили вторую пару Бруно Соарес и Николь Мелихар, но проиграли Барборе Крейчиковой и Радживу Раму. В апреле 2019 года вместе с соотечественницей Зои Хайвс выиграла парный титул на турнире в Боготе (Колумбия), обыграв в финале американскую пару Хейли Картер и Эна Сибахара очень уверенно в двух сетах со счётом 6-1, 6-2. На этом же турнире в женском одиночном разряде Астра дошла до финала, в котором проиграла в упорном трёхсетовом матче американке Аманде Анисимовой со счётом 6-4, 4-6, 1-6.
В июне 2019 года Шарма участвовала в Открытом чемпионате Франции по теннису (Roland Garros), где проиграла в первом же раунде опытной американке Шелби Роджерс со счётом 6-3, 6-3.
На Открытом чемпионате США 2019 года проиграла в первом раунде Магде Линетт в двух сетах.

## Итоговое место в рейтинге WTA по годам
| Год  | Одиночный рейтинг | Парный рейтинг |
| 2021 | 96                | 107            |
| 2020 | 128               | 109            |
| 2019 | 108               | 136            |
| 2018 | 225               | 327            |
| 2017 | 440               | 571            |
| 2016 | 976               | 815            |
| 2015 | 787               |                |
| 2011 |                   | 1 029          |

## Выступления на турнирах

### Финалы турнировWTAв одиночном разряде (2)

#### Победы (1)
| Легенда:                                   |
| ------------------------------------------ |
| Турниры Большого шлема (0*)                |
| Олимпиада (0)                              |
| Итоговый турнир WTA (0)                    |
| Premier Mandatory / WTA 1000 Mandatory (0) |
| Premier 5 / WTA 1000 (0)                   |
| Premier / WTA 500 (0)                      |
| International / WTA 250 (1+3)              |

| Титулы по покрытиям | Титулы по месту проведения матчей турнира |
| ------------------- | ----------------------------------------- |
| Хард (0+1*)         | Зал (0)                                   |
| Грунт (1+2)         | Зал (0)                                   |
| Трава (0)           | Открытый воздух (1+3)                     |
| Ковёр (0)           | Открытый воздух (1+3)                     |

* количество побед в одиночном разряде + количество побед в парном разряде.
| №  | Дата           | Турнир        | Покрытие | Соперник в финале | Счёт        |
| 1. | 18 апреля 2021 | Чарлстон, США | Грунт    | Унс Джабир        | 2-6 7-5 6-1 |

#### Поражения (1)
| №  | Дата           | Турнир           | Покрытие | Соперник в финале | Счёт        |
| 1. | 14 апреля 2019 | Богота, Колумбия | Грунт    | Аманда Анисимова  | 6-4 4-6 1-6 |

### Финалы турнировWTAв парном разряде (4)

#### Победы (3)
| №  | Дата           | Турнир               | Покрытие | Партнёр          | Соперник в финале             | Счёт           |
| 1. | 13 апреля 2019 | Богота, Колумбия     | Грунт    | Зоуи Хайвз       | Хейли Картер Эна Сибахара     | 6-1 6-2        |
| 2. | 13 марта 2021  | Гвадалахара, Мексика | Хард     | Эллен Перес      | Дезире Кравчик Гильяна Ольмос | 6-4 6-4        |
| 3. | 9 апреля 2022  | Богота, Колумбия (2) | Грунт    | Алдила Сутджиади | Эмина Бектас Тара Мур         | 4-6 6-4 [11-9] |

#### Поражения (1)
| №  | Дата         | Турнир            | Покрытие | Партнёр            | Соперник в финале           | Счёт    |
| 1. | 11 июля 2021 | Гамбург, Германия | Грунт    | Розали ван дер Хук | Жасмин Паолини Джил Тайхман | 0-6 4-6 |

### Финалы турнировWTAв смешанном парном разряде (1)

#### Поражения (1)
| №  | Год  | Турнир                       | Покрытие | Партнёр          | Соперники в финале            | Счёт       |
| 1. | 2019 | Открытый чемпионат Австралии | Хард     | Джон-Патрик Смит | Барбора Крейчикова Раджив Рам | 6-7(3) 1-6 |